# 吳廷芝
吳廷芝（?—?），又作吴庭芝，江西省九江府湖口縣人，清朝政治人物、進士出身。

## 生平
光緒二十年（1894年），参加光緒甲午科殿試，登進士二甲6名。同年五月，改翰林院庶吉士。光緒二十四年四月，散館，授翰林院編修。